# チューブ (容器)

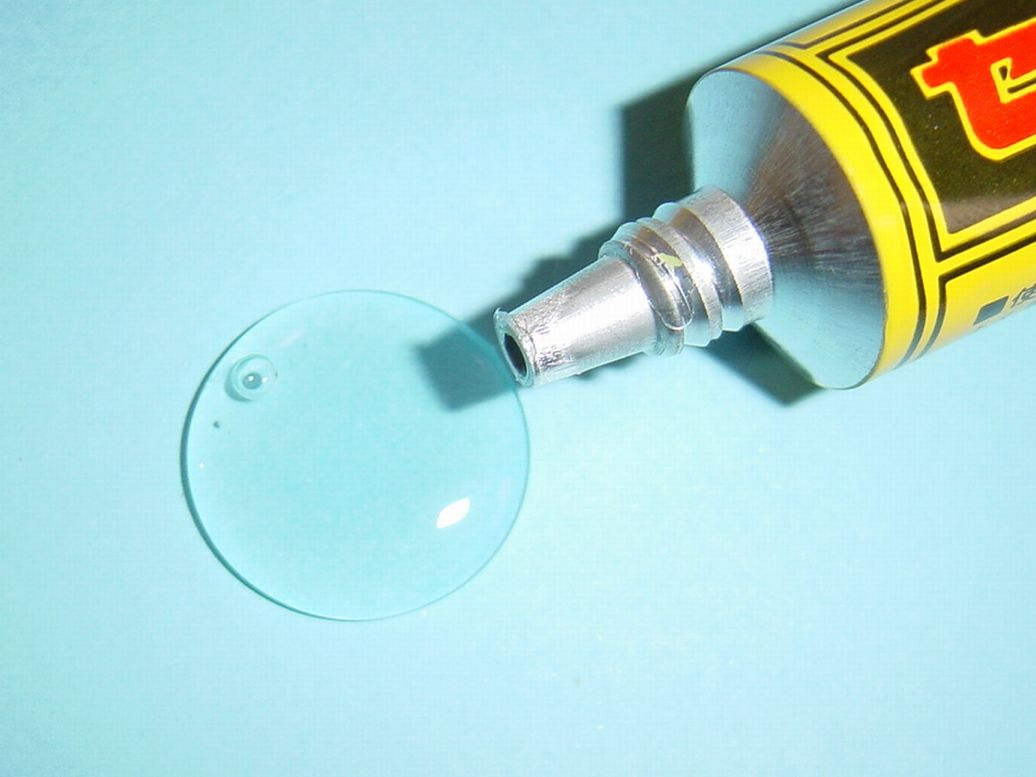
アルミチューブから搾り出された接着剤

チューブは、半固形状の材質のものを充填し、柔らかく搾り出すことができる容器である。円筒形で中空の構造で、断面は円状あるいは卵形であるものが多い。内容物の保存性に優れ、食品、歯磨剤、医薬品、化粧品、絵具、接着剤などに幅広く用いられている。

## 種類
チューブは材質と製法により分類することができる。
アルミチューブ
アルミニウムを用いたもので、プラスチックチューブ登場までは主流だった。アルミニウムの持つ塑性を利用し、金型の中に入れた原料を衝撃的にパンチング（インパクト成型）して製造される。密封性に優れ、特に空気により変質しやすい内容物の長期保存に適している。一方で弾力性や復元性には欠けている。また精密な印刷には不向きでもある。
スズチューブ、鉛チューブ
アルミチューブとほぼ製法は同じだが、アルミニウムの代わりにスズや鉛を用いている。アルミチューブと比較して軟らかく延びも良いが、高価であることや（鉛の場合）安全性の問題から使用されることは少なくなっており、絵具や医薬品の小型チューブなど特殊な用途に使われるのみとなっている。
ブロー成形チューブ
融かしたプラスチック樹脂原料を押出機から筒状にして金型に入れ、穴の部分から空気を吹き込むことにより成形（ブロー成形）して作られる。押出機が1台の場合、すなわち樹脂が1種類の場合は「単層ブローチューブ」となり、異なる樹脂を入れた押出機を数台同時に用いた場合は「多層ブローチューブ」となる。プラスチックの優れた弾力性や復元性、多彩な種類を生かすことができ、また種類によっては安価で製造できるが、金型の合わせ目の跡が残ることや、最も多く用いられるポリエチレンの場合には酸素や香気成分を透過しやすいことなどの欠点がある。またデザイン面では金属チューブと比較して樹脂に着色することが可能な点や印刷が行いやすい点で優れている。
押し出し成形チューブ
プラスチックを用いる点はブロー成形チューブと共通するが、胴体部分と肩部を別々に作り、接合して作る点が異なる。胴体部分は押出機で連続的に押し出して作り、その後適当な長さに切断する。押出機の台数により、単層とも多層ともすることができる。一方、肩部は射出成形や圧縮成形により作られるため、通常の場合は単層となる。接合は肩部成形の流れの中で行う場合もある。
複合チューブ
プラスチック以外にアルミ箔や特殊な紙も原材料として用いたもので、素材によりさまざまな機能を持たせることができる。ラミネートチューブもその一つである。

## 歴史
チューブは1828年にジェームス・ハリスにより油絵具用に発明された、真鍮製の「シリンジ」と呼ばれる注射器に似た形のピストン式の器具が原型となっている。シリンジは中の絵具を使い切ると画材店で充填してもらい、何度も再利用する方式だった。さらに1840年にはウィリアム・ウィンザーが水彩絵具用にガラス製のシリンジを販売した。シリンジは充填時に中を洗浄する手間が掛かったため、チューブが発明される一因となった。なおシリンジが発明される以前には絵具は豚の膀胱袋に詰めて販売され、さらにその以前には画家やその弟子たちが工房で自ら手練りしていた。
初めてのチューブは1841年にイギリスにてアメリカ人画家のジョン・G・ランドにより発明された。ただし当初はスズ製で、ねじ式キャップも付いていなかった。スズが用いられたのは塑性の高さと、高価ではあったものの鉛やアルミに比べれば安価であったことによる。キャップが付けられたのは翌年の1842年、アルミ製が登場したのはアルミの生産コストが下がった1930年代に入ってからだった。
しかし絵具の種類により腐食が起きること、また日本やドイツなどではアルミの需要を軍用機へ振り向けたことから、1940年代になるとスズ張り鉛チューブが登場した。さらにスズ張り鉛チューブも鉛の安全性の問題から1990年代以降用いられなくなり、樹脂で内部をコーティングすることで耐腐食性を強めたアルミチューブを経て、ポリチューブやラミネートチューブに置き換わった。
ラミネートチューブが登場したのは1969年にライオン（当時の社名は「ライオン歯磨」）が歯磨き粉「ホワイト＆ホワイト」の充填用容器として開発したのが最初である。
現代では製造工程で印刷が行われる関係上、チューブ製造は印刷会社により行われることが多い。